# Копальня Тутунут-Соуз
Копальня Тутунут-Соуз (англ. Tutunup South) — гірничодобувне підприємство на заході Австралії. Одна з числених копалень, які розробляли багаті на важкі мінерали піски в районі містечка Кепел.
Копальня, що належала компанії Iluka Resources Limited, видала першу продукцію в 2011 році. Піски вилучали із приповерхневих шарів за допомогою важкої техніки, а отриманий концентрат вивозили на один з заводів сепарації у Кепелі.
У 2011 та 2012 роках копальня забезпечила виробництво 0,11 та 0,17 млн тонн ільменіту відповідно, після чого через відсутність достатнього попиту її зупинили на початку 2013-го. Втім, уже навесні 2015-го повернули до роботи.
За проєктом всього з родовища Тутунут-Соуз протягом 4—5 років експлуатації було можливо вилучити 1,2 млн тонн важких мінералів (переважно ільменіту, а також циркону та інших компонентів) при їх вмісті в руді близько 10 %.